# ブロイナ
ブロイナ（ドイツ語: Breuna、低地ドイツ語: Brüne）は、ドイツ連邦共和国ヘッセン州北部のカッセル郡に属す町村（以下、本項では便宜上「町」と記述する）である。

## 地理

### 位置
ブロイナはハービヒツヴァルト自然公園の北西端、カッセルの北西約 30 km のアウトバーンA44号線沿いに位置している。

### 隣接する市町村
ブロイナは、北はヴァールブルク（ノルトライン＝ヴェストファーレン州ヘクスター郡）とリーベナウ、東はカルデンとツィーレンベルク、南はヴォルフハーゲン（以上、4市町村はカッセル郡）、西はフォルクマールゼン（ヴァルデック＝フランケンベルク郡）と境を接する。

### 自治体の構成
自治体をしてのブロイナには、首邑のブロイナの他、ニーダーリスティンゲン、オーバーリスティンゲン、レーダ、ヴェッテジンゲンの集落が属す。

## 歴史
レーダはこの町で最も小さく、最も古い集落であり、820年から840年までの間に初めて記録されている。
現在の自治体としてのブロイナは、ヘッセン州の地域再編に伴って、1971年と1972年にそれまでは独立した町村であったブロイナ、ヴェッテジンゲン、オーバーリスティンゲン、ニーダーリスティンゲンが合併して成立した。ブロイナとレーダには 200年前からすでに行政組織が存在していた。ブロイナは2007年に創設750年祭を祝った。

## 行政

### 町議会
ブロイナの町議会は 23議席からなる。

### 姉妹自治体
ブロイナは以下の自治体と姉妹自治体となっている。
- ゲールベルク（ドイツ語版）（ドイツ、テューリンゲン州）
- プレダッピオ（イタリア、エミリア＝ロマーニャ州）

## 経済と社会資本

### 地元企業
ブロイナには、近隣に源泉があるミネラルウォーター「ウアシュトロームクヴェル・ヴォルフハーゲン」の瓶詰め工場がある。

## 引用
1. ↑  Hessisches Statistisches Landesamt: Bevölkerung in Hessen am 31.12.2023 (Landkreise, kreisfreie Städte und Gemeinden, Einwohnerzahlen auf Grundlage des Zensus 2011)]
2. ↑  町議会議員選挙結果

## 外部リスト
- ブロイナのウェブサイト